# Pennahia anea
Cá đù bạc hay cá thù lù bạc (Danh pháp khoa học: Pennahia anea) là một loài cá bản địa trong họ cá thù lù (Sciaenidae).

## Đặc điểm
Đây là một loài cá đáy có thân hình bầu dục, miệng to, hàm trên và hàm dưới bằng nhau, không có râu. Trên nắp mang có một điểm đen lớn. Phần sau của vây lưng thứ nhất có màu đen, thân có màu ánh bạc, đây là loài cá có giá trị kinh tế khá cao. 

## Phân bố
Trên thế giới, chúng phân bố ở vùng biển phía Tây Bắc Thái Bình Dương như: Nhật Bản, Trung Quốc, Hàn Quốc. Mùa vụ sinh sản của loài cá này bắt đầu từ tháng 4 kéo dài đến tháng 9 trong đó sinh sản tập trung từ tháng 5 đến tháng 8.
Ở Việt Nam, cá đù bạc phân bố ở vùng nước đục gần bờ và các cửa sông, chúng thường tụ họp thành đàn ở độ sâu không quá 100 m. Cá đù bạc phân bố ở Vịnh Bắc bộ (Việt Nam) có mùa vụ sinh sản vào mùa thu và mùa xuân. 